# Miloslav Kříž
Miloslav Kříž (29. května 1924 – 20. května 2013) byl československý basketbalista, poté i trenér a sportovní funkcionář.
Byl dlouholetý trenér žen Sparty Praha (13 ročníků 1. ligy) a reprezentačního družstva žen Československa, prezident BC Sparta Praha (1990–1992), patří mezi nejvýznamnější sportovní funkcionáře československé sportovní historie v mezinárodním měřítku. V letech 1956 až 2000 působil ve významných funkcích v mezinárodní basketbalové federaci FIBA a její evropské zóně FIBA Europe, z toho v letech 1980 až 1990 byl členem Světového vedení FIBA a předsedou Světové ženské komise FIBA. V roce 1957 vedl komisi FIBA a předložil návrh na organizaci basketbalových klubových pohárů v Evropě.
Na devátém zasedání Světového vedení FIBA (Mezinárodní basketbalová federace) byl oceněn jeho významný podíl na činnosti, propagaci a rozvoji světového a evropského basketbalu Řádem FIBA „Za zásluhy o rozvoj světového basketbalu“.
Od roku 1970 po dobu téměř 15 let působil ve funkci vedoucího sportovní redakce Československé tiskové kanceláře (ČTK).

## Sportovní kariéra

### Hráčská
- 1940–43 Uncas Praha, 1944–48 Sparta Praha

### Trenérská
- klub: 1945–50 Sparta Praha ženy, 1947-50 Sparta Praha muži, 1950–51 ATK, 1953–64 Sparta Praha ženy
- úspěchy: s družstvem žen Sparty Praha
- za celkem 13 sezon s týmem získal v československé basketbalové lize žen 11 medailových umístění: 5× mistr Československa, 3× 2. místo, 3× 3. místo
- v roce 1964 2. místo v FIBA Poháru evropských mistrů žen
- Československo: 1946–48 trenér reprezentace žen, 1960–68 trenér reprezentace žen
  - Mistrovství světa v basketbalu žen: 3. místo MS 1967 Praha
  - Mistrovství Evropy v basketbale žen: 2× 2 místo ME 1962 Francie, ME 1966 Rumunsko, 3. místo ME 1964 Maďarsko
- zahraničí: 1968-71 reprezentace Německa muži, současně klub VFL Osnabrück (1969 mistr Německa)
- družstvo Evropy: 5 let trenérem výběru Evropy (9 zápasů 1964–68) organizovaých FIBA

### Funkcionářská

#### Československo
- 1946–51 člen výboru Československého volejbalového a basketbalového svazu
- 1953–56 předseda DSO Spartak
- 1956–68 předseda mezinárodní komise sekce košíkové ÚV ČSTV
- 1973–86 předseda Českého basketbalového svazu
- 1973–86 místopředseda Československé basketbalové federace
- 1990–93 prezident BC Sparta Praha, od 1993 čestný prezident

#### FIBA
- 1956 byl u založení Evropské zóny FIBA
- 1956–68 a 1973–80 člen organizační komise evropské zóny FIBA - FIBA Europe
- 1972–76 a 1990–94 člen komise pro Evropské poháry klubů
- 1980–90 člen světového vedení FIBA a předseda ženské komise FIBA
- 1994–2000 technický komisař FIBA, 678 zápasů (rekord ve FIBA)
- 1956–2000 ve FIBA celkem 44 let